# Piet Bouman
Pieter „Piet” Bouman (ur. 14 października 1892 w Dordrechcie, zm. 20 lipca 1980 w Tietjerksteradeel)– holenderski piłkarz grający na pozycji obrońcy. W swojej karierze rozegrał 9 meczów w reprezentacji Holandii.

## Kariera klubowa
Swoją karierę piłkarską Bouman rozpoczął w klubie FC Dordrecht. W sezonie 1910/1911 zadebiutował w nim w rozgrywkach mistrzostw Holandii. W 1914 roku zdobył z nim Puchar Holandii. Latem 1914 przeszedł do HFC Haarlem, a w latach 1916–1918 grał w Koninklijke UD. W 1918 roku wrócił do FC Dordrecht i zakończył w nim swoją karierę.

## Kariera reprezentacyjna
W reprezentacji Holandii Bouman zadebiutował 30 czerwca 1912 roku w meczu wygranym 3:1 z Austrią na igrzyskach olimpijskich w Sztokholmie. Na tych igrzyskach zdobył z Holandią brązowy medal. Od 1912 do 1914 roku rozegrał w kadrze narodowej 9 meczów.